# 香港城市規劃

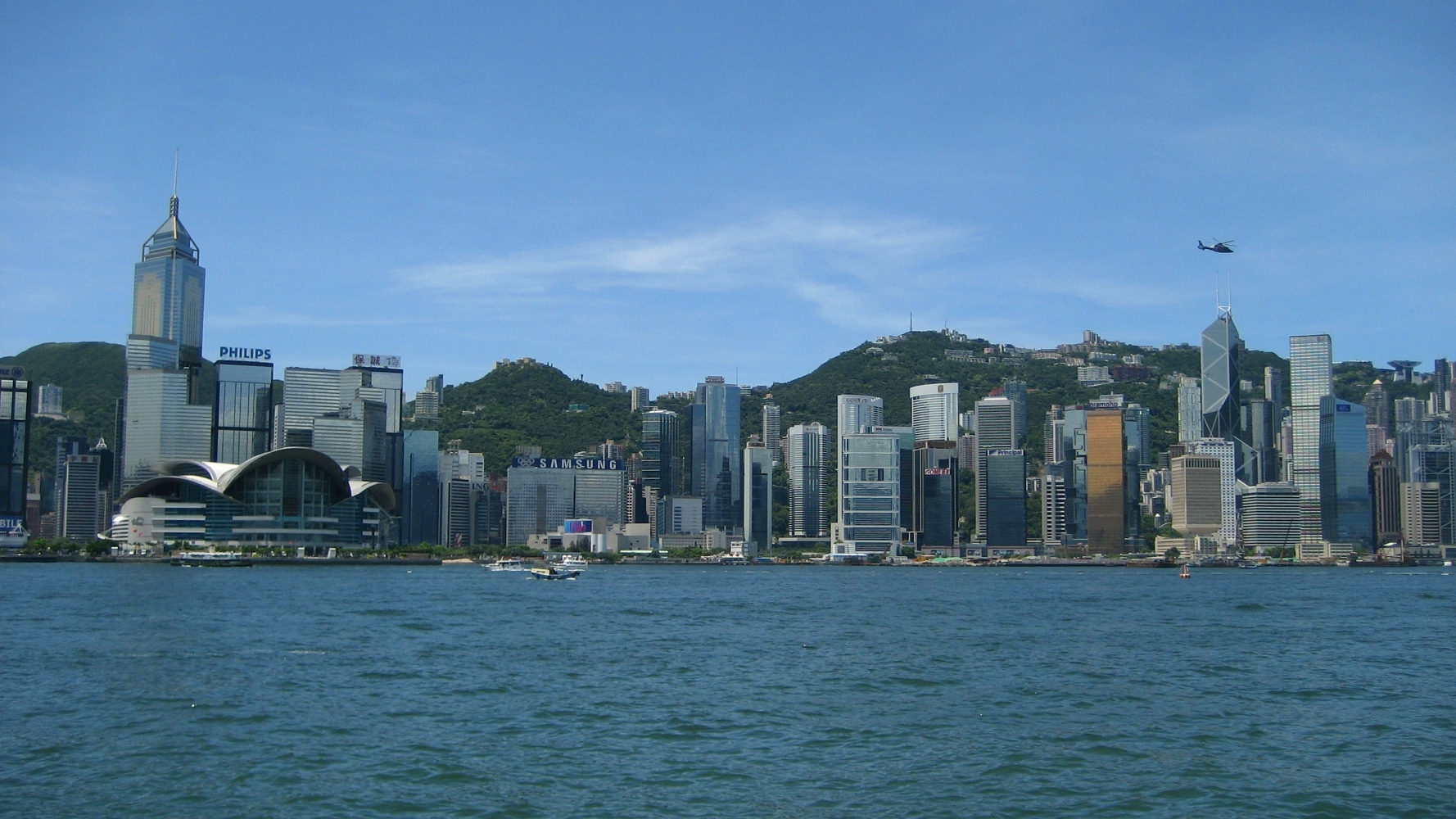
大廈林立的中環及灣仔

香港城市規劃是香港對城市規劃、城市設計及土地利用等範疇制定的制度與法律。香港作為一個面積僅約為1,100平方公里的城市，土地的恰當利用極為重要。香港現時的總面積達1107平方公里，有75%的土地因歷史、地理環境及政治等原因，仍屬郊野地區。其中23個郊野公園、15個特別地區、4個海岸公園及1個海岸保護區，約佔香港總面積超過38%的土地。據政府統計處數字顯示，2005年年中的香港人口為6,943,600人。香港土地資源有限，因此在土地運用方面須力求平衡，以滿足住屋、工商業、運輸、康樂、自然保育、文物保護和其他社區設施等各方面的需求。但由於香港獨有的土地政策限制大面積的土地開發，使市區的人口密度十分高。雖然香港綠色地區與總面積的比例是亞洲大城市中最高之一，但由於市區與郊區分離，及市區高樓過度集中，令香港經常出現熱島現象。

## 香港規劃歷史

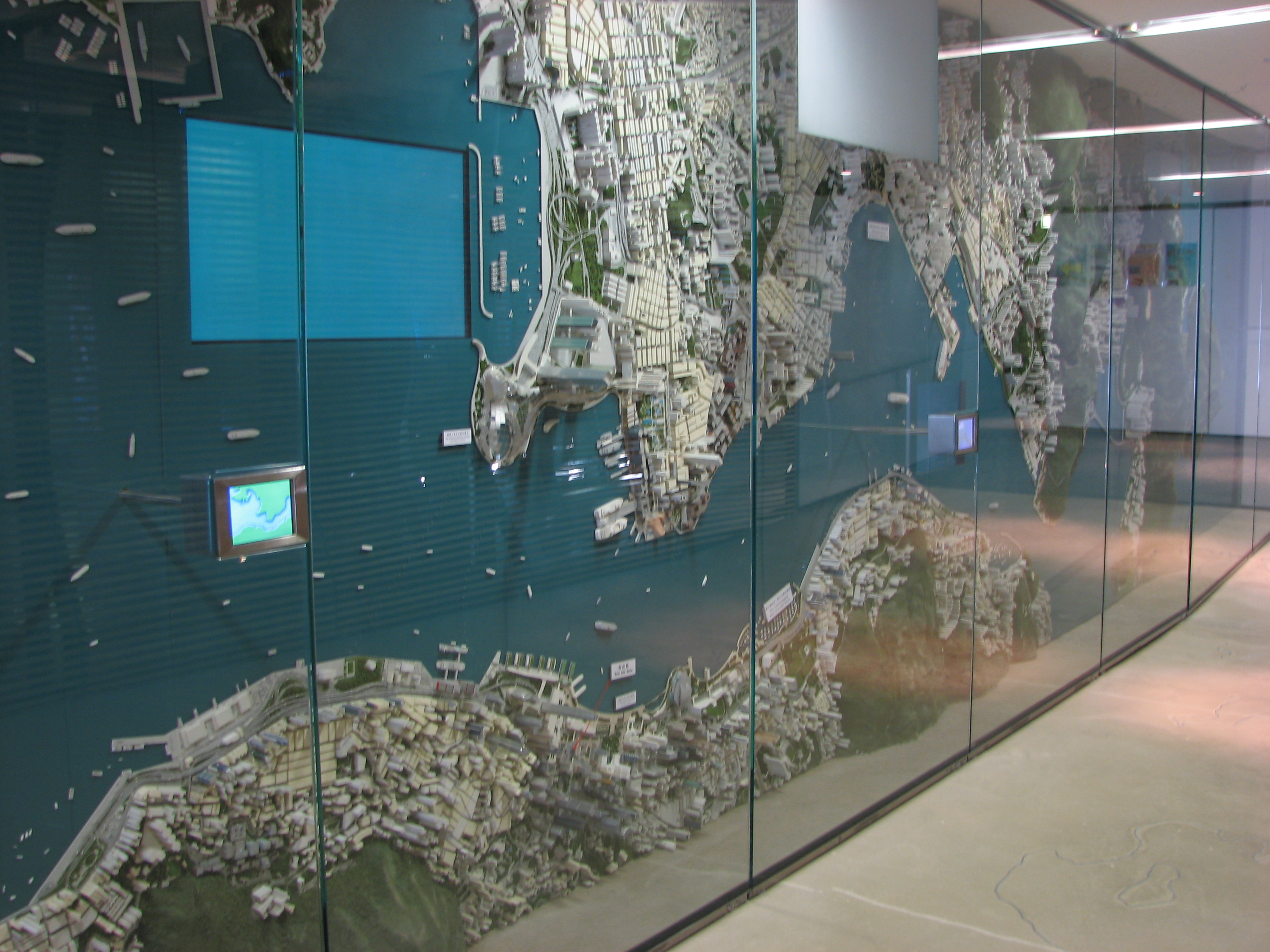
香港規劃及基建展覽館內的模型，展示香港市區的未來規劃

香港的規劃歷史始於1841年香港開埠，將香港島北岸的西部劃為維多利亞城，再細分為404幅土地作出拍賣。1850年代起，香港首項正規填海工程文咸填海計劃開創了香港土地拓展的先河，奠定香港依賴填海來擴展土地的基礎。經過逐漸發展，中環成為政治與經濟一帶的中心，金鐘則是軍事重地。而歐籍人士與華人的聚居地有明顯分隔。歐籍人士主要居住於半山區及太平山一帶（20世紀初更明令禁止華人居住），華人則主要聚居於上環及西營盤一帶，以及灣仔、銅鑼灣等地。
九龍半島方面，初時政府對發展九龍並不積極，主要由當地業主參與填海工程。而九龍灣啟德濱填海地及九龍塘分別於1910年代及1920年代曾經計劃發展大型綜合社區，可是都以失敗告終。1937年，政府劃出界限街以北、獅子山以南原屬新界的平坦土地劃作「新九龍」，以作市區用地發展。新界要到1950年代因國共內戰的難民以及戰後嬰兒潮而導致的人口激增才有更大規模的發展，使政府規劃多個新市鎮，舒緩市區的人口壓力。

## 規劃管理機構
香港的城市規劃制度的管理，主要涉及香港政府發展局及其轄下的規劃署，以及香港法定機構之一的城市規劃委員會。發展局轄下的規劃地政科主管香港有關規劃、土地用途、建築物和市區重建的政策事宜。規劃署按照發展局的政策指令，負責制訂、監管和檢討全港和地區的土地用途，開展專題研究，並對違例的土地用途採取行動。規劃署分為全港規劃處與地區規劃處兩個部份，前者負責制定香港整體發展策略及規劃標準，後者則負責協助城市規劃委員會的運作。
而城市規劃委員會是負責本港法定規劃的主要組織。城規會根據《城市規劃條例》成立，由規劃署提供服務，成員主要包括非官方人士，負責監察法定圖則草圖的擬備工作，以及考慮就這些草圖作出的申述及有關規劃許可和修訂圖則的申請。城規會轄下有兩個常設委員會，分別是都會規劃小組委員會和鄉郊及新市鎮規劃小組委員會。城規會亦可根據上述條例的規定，委任其成員組成小組委員會，以考慮就法定圖則的草圖作出的申述。

## 規劃法例

### 城市規劃條例
香港在1939年制定《城市規劃條例》，目的在於設立城市規劃委員會，並由該委員會負責擬備草圖，訂明現時及日後的市區地帶的未來布局設計，以及適合在有關地區內建立的建築物種類，而上述圖則須經由總督會同行政局核准，作為所有公職人員及公共機構在行使其所獲賦予的權力時使用作為指引的標準由於戰爭關係，1950年行政局才重新恢復執行該條例，並按政府經濟能力及社會需要推行長遠的發展規劃。
城市規劃條例於1974年作出修訂, 加入「規劃許可申請」制度。如果該區的發展規劃須經城市規劃委員會批准(即屬於法定圖則注釋第二欄所列的用途)，發展商應將規劃申請連同有關的顧問技術研究報告，例如交通影響評估或環境影響評估等研究報告，一併提交城市規劃委員會審議。如果發展的建議顯示會改善該區的現有環境，或會在規劃方面為鄰近地區甚至整個社區帶來好處，申請便可望得到批准。有時，城市規劃委員會亦會就建議的發展計劃加入條件，例如規定發展商須在建議的發展計劃內提供公共設施或若干基礎設施等。
1990年7月25日，政府授權城市規劃委員會制訂發展審批地區圖。根據《城市規劃條例》第23條，規劃監督可在發展審批地區圖涵蓋的地方進行土地用途的執管工作。規劃署在擬備發展審批地區圖時，會為有關圖則的涵蓋範圍制定全面的土地用途記錄，以便規劃監督日後如發現土地用途被更改至不符合條例的規定時有足夠證據採取執管行動，包括向有關人士發送強制執行、停止發展及恢復原狀通知書。現時規劃署轄下的中央執行管制及檢控組，負責對違例發展進行規劃執管和檢控。
2004年政府重新修訂《城市規劃條例》，除了將城市規劃委員會及屬下委員會的所有會議均須向公眾人士開放外，更重新制定制訂圖則的程序，為所有新圖則、核准圖的修訂或草圖的修訂設立公眾查閱、申述及進一步申述的期限，同時城市規劃委員會在舉行進一步聆訊後會決定是否就草圖作出修訂，方可將收納了有關修訂的草圖，連同有關的申述、意見和進一步申述，一併提交行政長官會同行政會議核准。

### 建築物（規劃）規例
《建築物（規劃）規例》旨在規定香港不同用途的土地之地積比率、上蓋覆蓋面積；以及建築物需要設置的各項基礎設置。

## 規劃管制

### 法定圖則
法定圖則的作用是將香港不同規劃區內的土地，劃作不同用途的地帶。法定圖則總共分為三種：「分區計劃大綱圖」、「發展審批地區圖」以及「市區重建局發展計劃圖」。而香港每一個規劃區都有一張「分區計劃大綱圖」，覆蓋絕大部份已發展的地方，只有香港邊境禁區範圍以及其他新界和離島的偏遠村落沒有法定圖則涵蓋。新界部份鄉郊地區會使用「發展審批地區圖」來作出管制，以加強對新界農地的管制，政府有權根據《城市規劃條例》檢控非法用途。而「市區重建局發展計劃圖」則涵蓋市區重建局發展計劃的地盤，功能大致與「分區計劃大綱圖」一樣。
分區計劃大綱圖會顯示個別規劃區的土地用途地帶、發展限制和主要道路系統。圖則所涵蓋的地區按土地用途分類，一般分為住宅、商業、工業、綠化地帶、休憩用地、政府、機構或社區用途，或其他指定用途。每份分區計劃大綱圖均由圖則、註釋及說明書組成。《註釋》表會說明某個地帶經常准許進行的用途（第一欄的用途），以及其他必須先取得城規會的許可才能進行的用途（第二欄的用途）。法定圖則有時也會包括有關地帶的其他發展限制，譬如整體總樓面面積、單位總數、建築高度或地積比率等。
發展審批地區圖目的是在擬備更詳細的分區計劃大綱圖前，為新界鄉郊地區提供中期規劃管制和發展指引。發展審批地區圖顯示概括的土地用途地帶，並附有《註釋》表，顯示第一欄和第二欄的用途。發展審批地區圖的有效期為三年，並且會由分區計劃大綱圖取代。
當法定圖則作出修訂時，均會諮詢公眾意見。圖則最後會由城市規劃委員會送交香港行政長官及香港行政會議審閱，經批准後新圖則才會生效。

### 政府部門內部圖則
在訂定全港層面的發展策略和地區層面時，部門內部圖則和《香港規劃標準與準則》同樣是重要的參考指標。
包括發展大綱圖和發展藍圖在内的部門內部圖則均屬於行政規劃圖則，由當局依照法定圖則提供的大綱擬備。這類部門內部圖則涉及的範疇較廣，可提供更詳細的規劃參數，如地盤界線、出入口和行人天橋的位置，以及特定種類的政府或社區用途，以便協調各項公共工程、進行賣地和預留土地作特定用途。

### 香港規劃標準與準則
《香港規劃標準與準則》是一份政府參考手冊，列明用以釐定各類土地用途和設施規模、位置及用地規定的準則，旨在確保政府在規劃過程中預留足夠土地配合社會和經濟發展，並提供合適的公眾設施滿足市民需要。各決策局及部門會不時根據最新的政策考慮及措施，制訂、檢討和修訂其政策範疇内的規劃標準與準則。規劃署會繼續協助各決策局及部門把已更新或新的標準與準則納入《香港規劃標準與準則》，並向公眾公布。

## 政府批地政策

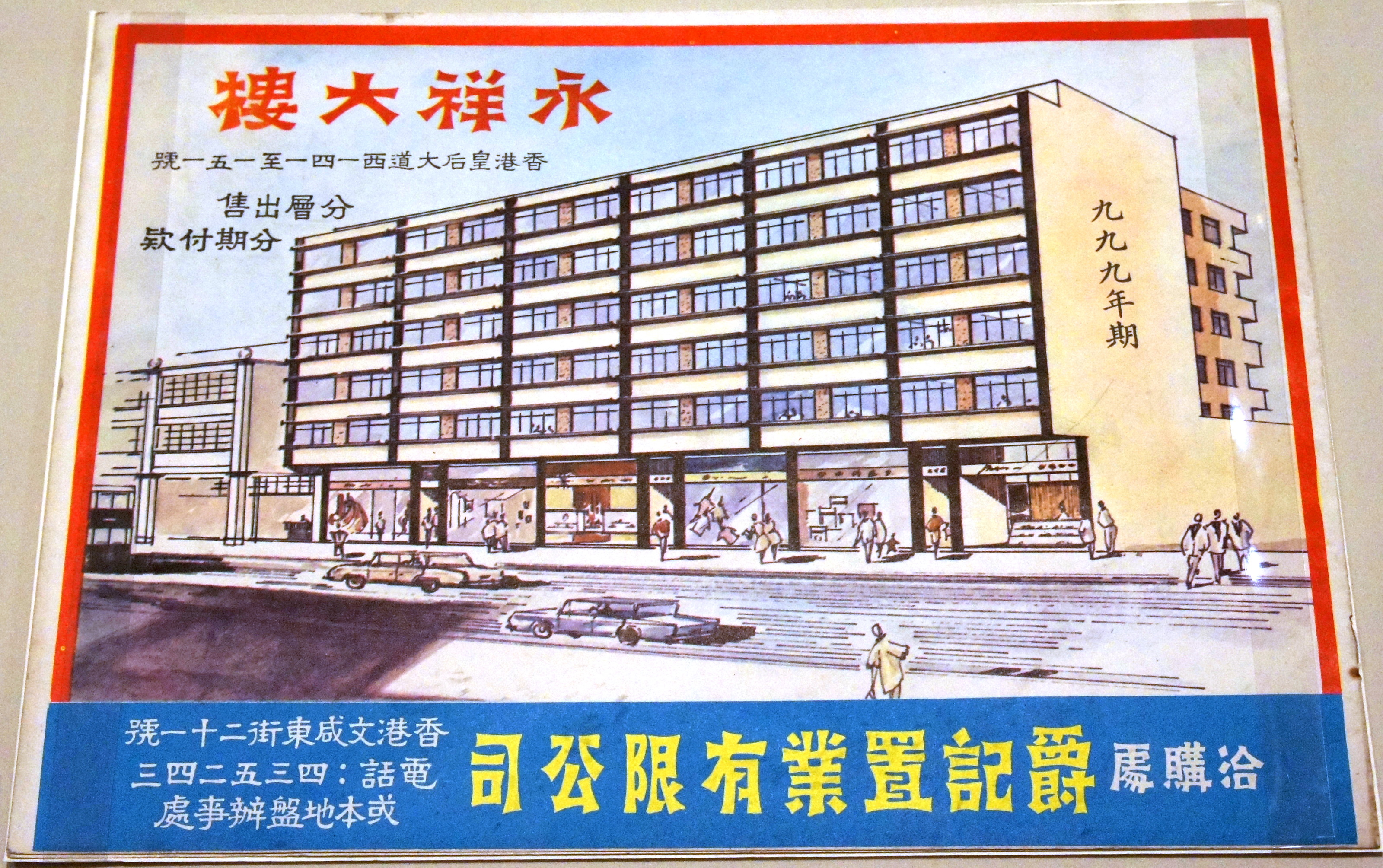
香港1960年代的售樓說明書，上面註明該物業的土地契約年期為999年。（香港歷史博物館藏品）

香港自1841年6月14日起直至現在，香港的土地由香港政府租出或以其他方式批出其地上權。早年，香港土地契約的年期計有75年、99年或999年三種，但有例外。其後，香港島及九龍半島的土地契約年期劃一為75年，並容許該等契約續期，惟承租人每年須根據舊有的《官契條例》繳付重新評估的地稅。至於新界及新九龍的土地契約則由1898年7月1日起計，年期一般為99年減三天或75年加24年減三天。
1984年，中華人民共和國與英國於簽下的《中英聯合聲明》，其中列明英方於過渡期內（1984年－1997年）每年只可賣出50公頃土地，如多於此數需得到中方首肯。有傳指此限制是因中國怕英國於香港主權移交前把土地售出，把錢帶回英國，使將來的特區政府無錢可用。這曾使一些香港市民非議，指政府是以「環保」為藉口來抬高地價，浪費香港的土地資源。
在1985年5月27日(《中英聯合聲明》生效之日)至1997年6月30日期間，當局按照《中英聯合聲明》附件三的規定，制定有關批出或出租土地的政策。香港一般的批租土地的契約年期，不得超逾2047年6月30日，有關契約的承租人須繳付地價和名義租金至1997年6月30日，該日以後則須每年繳納租金，款額相當於有關土地應課差餉租值的百分之三。至於在1997年6月30日前期滿的契約，亦可根據《中英聯合聲明》的規定續期至2047年，惟短期租約和特殊用途契約則除外。
1998年6月22日，香港政府因亞洲金融風暴拖垮香港樓市，停止定期土地拍賣。1999年4月，香港政府恢復賣地及推出勾地制度，以限制土地供應及保障政府賣地收益。2002年11月，香港政府停止定期賣地。2004年1月，香港政府恢復勾地制度。2010年，香港政府第三度引入主動賣地。2013年4月1日，香港政府取消勾地制度，改為以主動賣地供應地皮，同時一律以招標取代土地拍賣。

## 另請參見
- 香港規劃史
- 香港土地供應
- 香港地租
- 香港填海工程

### 相關組織
- 規劃署
- 城市規劃委員會
- 香港規劃師學會
- 規劃師註冊管理局

## 外部連結
- 香港法例第131章《城市規劃條例》
- 香港規劃標準與準則 （页面存档备份，存于）
- 香港規劃師學會 （页面存档备份，存于）